# World Music Expo

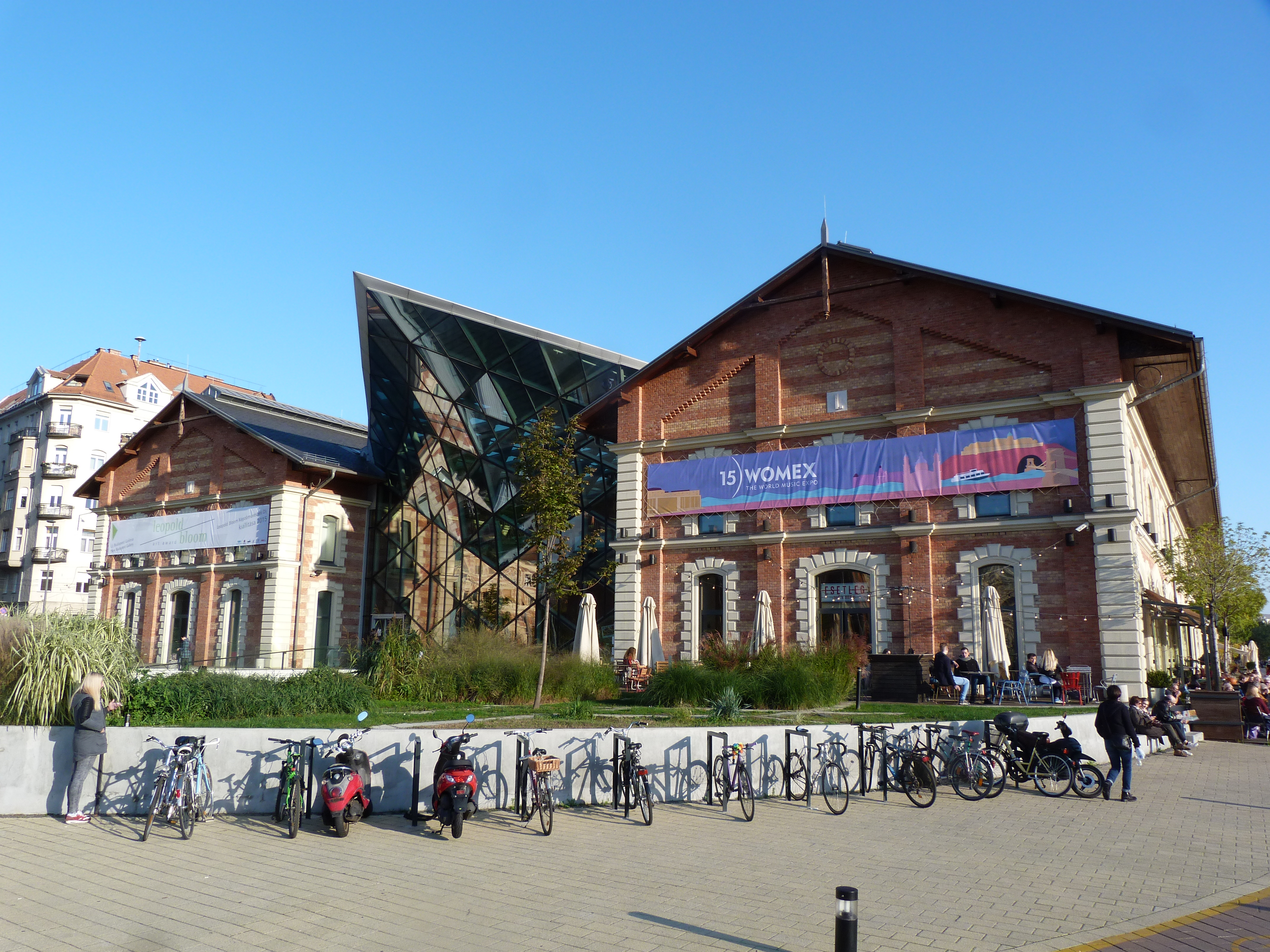
WOMEX 15

Die Worldwide Music EXpo (WOMEX) ist die weltgrößte Musikmesse für Welt-, Roots-, ethnische, traditionelle und lokale Musik und Folk. Die internationale Veranstaltung findet seit 1994 jährlich (bis auf 1996) in verschiedenen großen europäischen Städten statt. Jährlich kommen etwa 700 Aussteller aus über 50 Ländern, 2600 Fachbesucher und 300 Journalisten. Neben der Messe gibt es Konferenzen, Filmvorführungen, und ein Musikfestival mit über 60 Darbietungen auf 7 Bühnen gefolgt von Clubabenden mit DJs. Im Rahmen der Veranstaltung werden jedes Jahr drei verschiedene Preise verliehen: Der WOMEX Artist Award, der WOMEX Professional Excellence Award und der WOMEX Top 20 Labels. Um die Kommunikation und Netzwerkarbeit der Weltmusikgemeinschaft (auch unabhängig von der Messe) das ganze Jahr über zu ermöglichen, wurde zusätzlich eine Onlineplattform entwickelt – die virtualWOMEX.

## Veranstaltungsorte
Die Worldwide Music Expo fand bisher in folgenden Städten statt:
- 1994: Berlin
- 1995: Brüssel
- 1997: Marseille
- 1998: Stockholm
- 1999: Berlin
- 2000: Berlin
- 2001: Rotterdam
- 2002: Essen
- 2003: Sevilla
- 2004: Essen
- 2005: Newcastle
- 2006: Sevilla
- 2007: Sevilla
- 2008: Sevilla
- 2009: Kopenhagen
- 2010: Kopenhagen
- 2011: Kopenhagen
- 2012: Thessaloniki
- 2013: Cardiff
- 2014: Santiago de Compostela
- 2015: Budapest
- 2016: Santiago de Compostela
- 2017: Kattowitz
- 2018: Las Palmas de Gran Canaria
- 2019: Tampere
- 2020: Digital Edition feat. Budapest Ritmo
- 2021: Porto
- 2022: Lissabon
- 2023: A Coruña
- 2024: Manchester

## Galerie

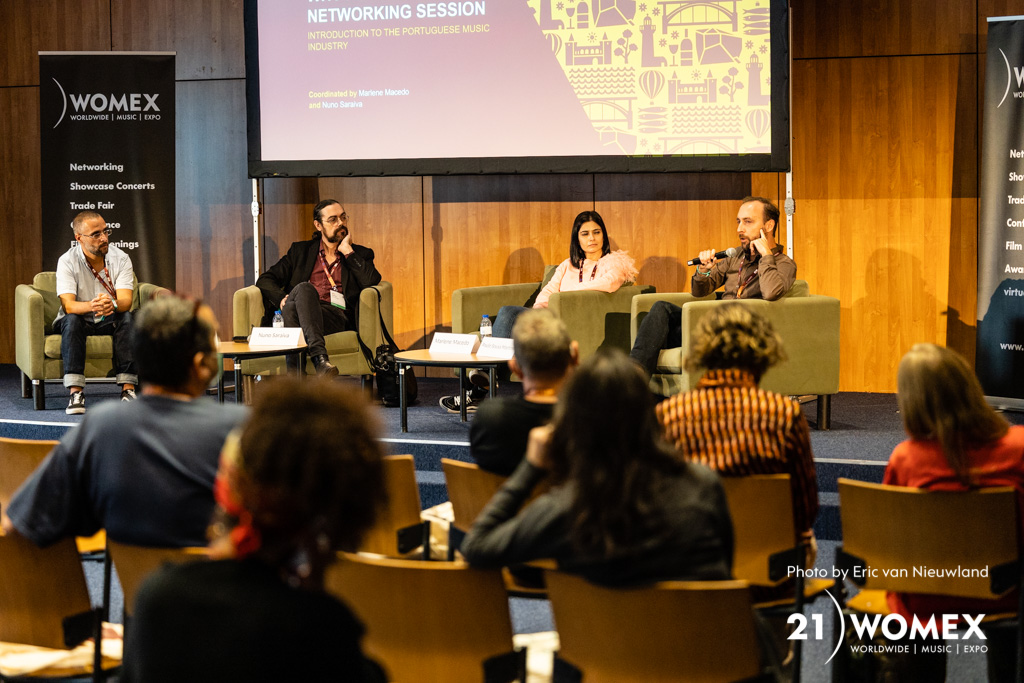
Conference
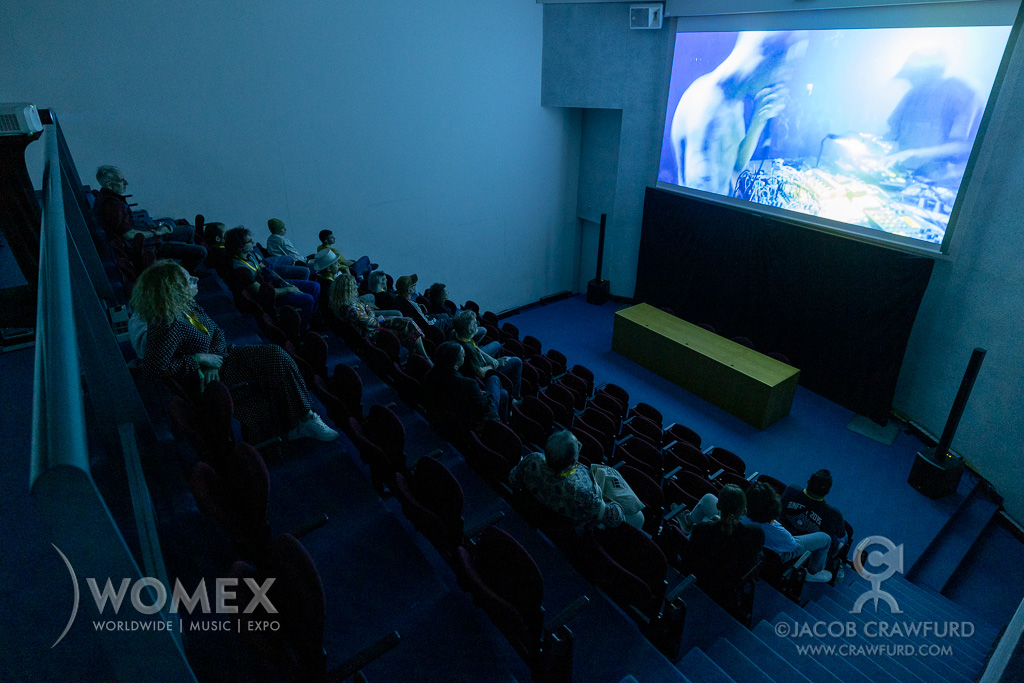
Films